# 业部
业部，是為簡體字部首之一，歸於五畫部首當中。

## 部首單字解釋
業的簡體。

## 名稱
- 漢語：部（拼音：yè，注音：ㄧㄝˋ ㄅㄨˋ）

## 字例
| 部首外筆劃 | 字例 -{ |
| ---------- | ------- |
| 0          | 业      |
| 5          | 丵 }-   |

- 丵：在康熙部首中，此字歸在丨部。